# Madge Syers
Florence Madeleine „Madge“ Syers, geb. Cave (* 16. September 1881 in London; † 9. September 1917 in Weybridge) war eine britische Eiskunstläuferin, die im Einzellauf und im Paarlauf startete. Sie ist die erste Weltmeisterin und Olympiasiegerin im Eiskunstlauf der Damen.

## Werdegang
Madge Syers war eines von 15 Kindern des wohlhabenden Edward Jarvis Cave. Wie viele andere junge Mädchen in gehobener Stellung begann sie in Prince’s Skating Rink in Knightsbridge Schlittschuhe zu laufen. Anders als die anderen Mädchen nahm sie diese Betätigung aber ernst und durch den Sport lernte sie auch ihren späteren Ehemann, den Sportfunktionär, Eiskunstläufer und Eiskunstlauftrainer Edgar Syers kennen, der 19 Jahre älter war und einen großen Einfluss auf ihre eiskunstläuferische Entwicklung nahm. Er ermunterte sie, den altmodischen englischen Stil mit seinen minimalen Körperbewegungen aufzugeben und den modernen, freien und fließenden internationalen Stil anzunehmen, den Jackson Haines populär gemacht hatte. So wurde sie schnell zur besten Eiskunstläuferin der Welt. Im Jahr 1899 gewann sie den ersten britischen Paarlaufwettbewerb zusammen mit ihrem Ehemann. Im gleichen Jahr heiratete das Paar, nachdem Edgar Syers gerade Bronze bei der Weltmeisterschaft in Davos gewonnen hatte. Bei einem der ersten internationalen Paarlaufwettbewerbe wurde das Paar in Berlin Zweite.
Obwohl das Eiskunstlaufpaar eine recht erfolgreiche Kombination bildete, waren es die Einzelwettbewerbe, die Madge Syers zur Berühmtheit werden ließen.
Da es bei Weltmeisterschaften zu dieser Zeit nur eine Herrenkonkurrenz gab, aber keine Regel, die es Frauen explizit verbot, teilzunehmen, gab sie, als sie diese Lücke im Reglement entdeckt hatte, sensationell ihre Teilnahme an der Weltmeisterschaft 1902 im heimischen London bekannt. Zu dieser Zeit war es unerhört für Frauen an Sportwettbewerben teilzunehmen und daher hatten die Offiziellen der Internationalen Eislaufunion (ISU) überhaupt nicht daran gedacht, dass eine Frau jemals auch nur versuchen würde, teilzunehmen. Die Teilnahme wurde vom britischen Verband, der National Skating Association, erstritten. Syers’ Ehemann war Generalsekretär des Verbandes.
Die größte Sensation schaffte Syers dann allerdings im Wettbewerb, wo sie im knöchellangen Rock Vizeweltmeisterin hinter Ulrich Salchow wurde. Dieser war angeblich so beeindruckt von ihrer Leistung, dass er ihr seine Goldmedaille schenkte. Nach ihrer Teilnahme schlossen die Organisatoren das Schlupfloch im Reglement und erließen eine Regel, die es Frauen verbot, in der Herrenkonkurrenz teilzunehmen. Sie begründeten dies damit, dass die langen Röcke der Damen es zu schwer für die Punktrichter machten, die Beinarbeit korrekt einzuschätzen. 1905 wurde dann eine eigene Damenkonkurrenz ins Leben gerufen, die allerdings erst 1920 im Nachhinein als offizieller Weltmeisterschaftswettbewerb Anerkennung fand. Madge Syers wurde 1906 in Davos somit die erste Eiskunstlaufweltmeisterin der Geschichte. Ein Jahr später verteidigte sie ihren Titel in Wien, wie schon im Vorjahr vor Jenny Herz und Lily Kronberger.
Syers gewann im Jahr 1903 auch die erste britische Meisterschaft im Eiskunstlaufen. Auch hier gab es nur eine Herrenkonkurrenz. Sie verwies Horatio Torromé auf den zweiten Platz und ein Jahr später ihren Ehemann, um den Titel zu verteidigen.
Syers ging als klare Favoritin zu den Olympischen Spielen 1908 in London und wurde dort schließlich erste Olympiasiegerin im Eiskunstlauf der Damen. Alle fünf Punktrichter setzten sie sowohl in den Pflichtfiguren wie auch in der Kür auf Platz eins. Mit 27 Jahren ist sie bis heute die älteste Olympiasiegerin im Dameneinzel.
Gemeinsam mit ihrem Ehemann nahm Syers auch im Paarlaufwettbewerb der Olympischen Spiele teil und gewann Bronze hinter den ersten Olympiasiegern im Paarlauf Anna Hübler und Heinrich Burger aus dem Deutschen Kaiserreich und ihren Landsleuten Phyllis Johnson und James H. Johnson. Syers ist – neben dem Deutschen Ernst Baier, dem dies 1936 gelang – einer von nur zwei Menschen und die einzige Frau, die bei ein und denselben Olympischen Spielen Medaillen sowohl im Einzel- als auch im Paarlauf gewinnen konnten.
Nach den Olympischen Spielen nahm Madge Syers, die auch eine ausgezeichnete Schwimmerin und Reiterin war, aufgrund von Herzproblemen Abschied vom aktiven Sport. Sie starb 1917 mit nur 35 Jahren an einer Grippe.

## Ergebnisse

### Einzellauf
| Wettbewerb/Jahr           | 1902 | 1903 | 1904 | 1905 | 1906 | 1907 | 1908 |
| ------------------------- | ---- | ---- | ---- | ---- | ---- | ---- | ---- |
| Olympische Spiele         |      |      |      |      |      |      | 1.   |
| Weltmeisterschaften       | 2.*  |      |      |      | 1.   | 1.   |      |
| Britische Meisterschaften |      | 1.*  | 1.*  |      |      |      |      |

* In der Herrenkonkurrenz, da es noch keine Damenkonkurrenz gab

### Paarlauf
(mit Edgar Syers)
| Wettbewerb/Jahr   | 1908 |
| ----------------- | ---- |
| Olympische Spiele | 3.   |